# Flamenpolitik

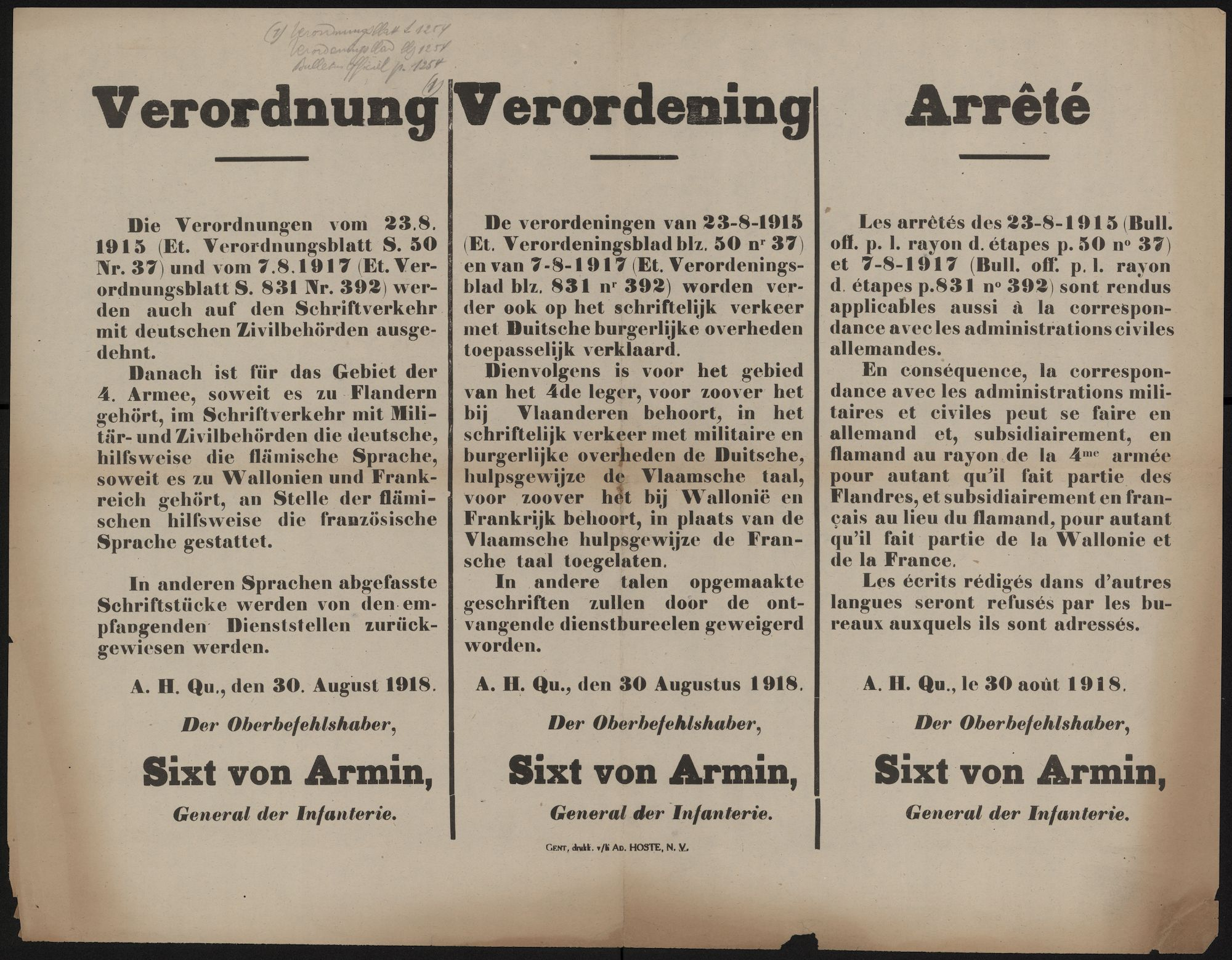
Verordening van de bezetter uit 1918 dat in Vlaanderen alleen nog in het Duits en Nederlands met de Duitse burgerlijke overheid mag worden gecorrespondeerd.

Flamenpolitik (Nederlands: Vlamingenbeleid) duidt het beleid aan dat de Duitsers in België voerden tijdens de bezetting van België in de Eerste en de Tweede Wereldoorlog. Het doel was de Vlaamse bevolking te overtuigen om zich aan de zijde van de Duitsers te scharen en zo de greep op het bezette België te vergroten.

## Geschiedenis
De Duitsers maakten gebruik van de spanningen tussen Franstaligen en Vlamingen en het wantrouwen van de laatsten jegens het verfranste Belgische bestuur. Vooral de taalstrijd was een doorslaggevend argument: het Frans had sinds het ontstaan van België een bevoorrechte positie en het gebruik van het Nederlands werd door de burgerij zo veel mogelijk geweerd.
Er is steeds discussie gevoerd in hoeverre de Flamenpolitik een min of meer geïmproviseerde doelstelling betekende vanwege de Duitsers, om te beantwoorden aan de verwachtingen en verzuchtingen vanuit de Vlaamse activistische milieus. Deze thesis is onder meer die geweest van Hendrik Elias en van Franz Petri. Een andere stelling betoogt dat de Duitsers een weloverwogen langetermijnvisie hadden die er uiteindelijk moest toe leiden dat de Vlaamse gewesten zouden ingelijfd worden in het Duitse rijk. Deze stelling werd vooral door Lode Wils aangehouden. Ze is in de loop van de jaren bijgetreden door historici zoals Bruno Yaminne, Ludwig De Vocht, Bert Cornelis, Jakob Müller en andere. 
De naam Flamenpolitik is derhalve in twee kaders te plaatsen: enerzijds de inspanningen door de Duitsers geleverd zowel tijdens de Eerste als de Tweede Wereldoorlog, en anderzijds de langere periode vanaf ongeveer 1870 tot in 1944-45.

## Eerste Wereldoorlog
De politiek van de bezetter bestond er in gunstige maatregelen te nemen voor de Vlamingen in het algemeen en het Nederlands in het bijzonder. Dit initiatief, vormgegeven door gouverneur-generaal Moritz von Bissing, ingegeven uit eigenbelang, leidde tot het ontstaan van het Vlaamse activisme.
De gevoerde politiek was weinig consistent. Enerzijds was het streven België als economische zone aan Duitsland te hechten middels een protectoraat, anderzijds was er een pangermanistisch-geïnspireerd streven om Vlaanderen voor zich te winnen, en later samen met Nederland en Oostenrijk-Hongarije een Groot-Duitsland te vormen, maar bij het minste of geringste vredessignaal van de Belgische koning Albert I deed Duitsland evengoed elke concessie aan de Jong-Vlaamse beweging weer ongedaan, in de hoop daarmee de "koning achter de IJzer" voor zich te winnen en zodoende een wig te drijven tussen het Verenigd Koninkrijk en Frankrijk.
Toch werden culturele eisen ingewilligd; zo werd de Rijksuniversiteit Gent in oktober 1916 volledig vernederlandst, waardoor de eerste Nederlandstalige universiteit in België tot stand kwam. Ook het burgerlijk bestuur werd in maart 1917 volledig gesplitst in een Nederlandstalig, Vlaanderen, en een Franstalig, Wallonië, deel. Na de Eerste Wereldoorlog werden de meeste Duitse maatregelen teruggedraaid.

## Interbellum
Hoewel Duitsland in het Verdrag van Locarno de jure beloofde zich niet meer te mengen in de binnenlandse aangelegenheden van België stonden er uitgebreide culturele fondsen via de Duitse ambassade ter beschikking voor bewegingen en personen die pangermanistische doelstellingen hadden. Dit was vooral het geval eenmaal het naziregime was geïnstalleerd. In 1937 deed het VNV er door tussenkomst van Carel Gerretson een beroep op, en in diezelfde dagen (1936) werd de Duits-Vlaamse culturele vereniging Deutsch-Vlämische Arbeitsgemeinschaft (DeVlag) opgericht die zwaar gefinancierd werd. Ook de pers werd geïnfiltreerd: de links-Vlaams-nationalistische Frontpartij-krant De Schelde werd met Duitse fondsen (wederom door tussenkomst van Gerretson) overgenomen door de nazigezinde Ward Hermans van het VNV.

## Tweede Wereldoorlog
Tijdens de bezetting van België in de Tweede Wereldoorlog herhaalde de Flamenpolitik zich. De Duitse bezetter zorgde ervoor dat er zo veel mogelijk groeperingen en personen die hen vriendelijk gezind waren aan het bestuur deelnamen. Het Duitse Militair Bestuur in België kreeg in juli 1940 instructies van Adolf Hitler om, in het kader van zijn opdrachten en rekening houdend met de prioriteiten van Nazi-Duitsland, de Vlamingen autonomie te beloven en verregaand in het burgerlijk bestuur op te nemen. Aan de Walen daarentegen moesten veel concessies worden afgedwongen alvorens men hen gunsten toestond. Een concreet resultaat was de vrijlating van de meeste Vlaamse krijgsgevangenen uit de Duitse kampen. Vanaf augustus 1940 tot maart 1941 werden 105.833 Vlaamse krijgsgevangenen vrijgelaten. De Vlamingen werden gezien als integraal deel van het Germaanse volk, enkele Walen pleitten via Rex-leider Léon Degrelle voor de visie "door een historisch lot een verfranst geraakte Germaanse stam" te zijn.
Het was de bedoeling van de Duitsers om op een aantal van de eisen van de Vlamingen op administratief en cultureel gebied in te spelen, maar binnen het kader van de bestaande wetgeving. Op andere wensen van de Vlaams-nationalisten, zoals een bestuurlijke scheiding tussen Vlaanderen en Wallonië dan wel een vorming van een Groot-Nederland, werd evenwel niet ingegaan.
Het VNV en DeVlag werden tijdens de Tweede Wereldoorlog, als voorstanders van het nationaalsocialisme, al gauw de bevoorrechte partners van de Duitse bezetter. Het VNV en DeVlag zagen op hun beurt de kans om, gesteund door de Duitsers, de macht te grijpen in Vlaanderen, maar waren daarin elkaars tegenstanders. De machtsgreep werd algemeen afgewezen, niet het minst door de Franstalige burgerij die hun macht aanzienlijk zag dalen.
Een van de achterliggende ideeën van de Vlaamse collaboratiebewegingen was de hoop mee te beslissen over het toekomstige lot van Vlaanderen en België na de oorlog, hoewel de verwachtingen van de collaborerende groepen hieromtrent tegenstrijdig waren. Zo ijverde het VNV voor een onafhankelijke Dietse Volksstaat en de DeVlag voor de opname van Vlaanderen in een Groot-Duits Derde Rijk.